# Harmat József (labdarúgó)
Harmat József (Dorog, 1961. december 18. –) labdarúgó, magyar C válogatott játékos, edző, sportmasszőr, vállalkozó, a Dorogi FC Örökös Tagja.

## Sportpályafutása

### Labdarúgóként
Saját nevelésű Dorogi FC játékosként 1981. március 1-jén, a Székesfehérvári MÁV Előre elleni NB II-es bajnoki mérkőzésen mutatkozott be a felnőtt csapatban idegenben. Neves csapattársai voltak többek között Laczkó István, Andrusch József és Arany Mihály. Még ugyan ebben az évben sorkatonai szolgálatra hívták. A szolgálati idejét a sportszázad tagjaként Tatán, a helyi honvédcsapatban töltötte. Leszerelését követően visszatért az 1983-1984-es évad tavaszi szezonjában az akkor már NB III-as dorogi csapathoz. A kezdeti időkben többször változott a posztja a csapaton belül. Támadó és védekező szerepkörben egyaránt bevethető volt, végül a hátsó alakzatban vált kiváló labdarúgóvá, mégpedig a középhátvéd poszton. Magassága és jó fejelőképessége lévén gyakran jelentett veszélyt az ellenfél kapujára és pályafutása alatt többször góllal is kivette részét a csapat sikereiből.
Az 1980-as évek közepétől a csapat egyik legbiztosabb pontja volt. A támadások építéséből is hatékonyan vette ki részét és nem ritkán góllal fejezett be egy-egy akciót. Egyik legemlékezetesebb mérkőzése a Ferencváros elleni Magyar Kupa 16-közé jutásért játszott találkozója volt, ahol rutinos csatárokat megszégyenítő módon szerzett vezetést a Dorognak. Az ellenfél 16-osa közelében kapott labdával négy Fradi-védőn átszlalomozott, akik még szabálytalanul sem tudták feltartóztatni, majd a kapuból kimozduló Zsiborás Gábor kapust elfektetve higgadtan gurított az üres kapuba. Ugyan a mérkőzést szerencsétlenül elveszítették, dorogi szempontból sikeres emlékű meccs maradt. Nagy szerepe volt abban, hogy pályafutása alatt a dorogi csapat az egyik leghatékonyabb védelemmel rendelkezett és meglehetősen kevés kapott góllal hozta az egyes évadokat. Bár az NB III-ban edződött, azonban az 1988-ban történt sikeres másodosztályban való feljutás után is az NB II legjobb védőjátékosai között tartották számon. 1988 és 1993 között a csapat egyre előkelőbb pozícióba került évről évre, és ebben mindig lépést tudott tartani, sőt a gárda legjobbjai között emlegették.
1991-ben a Magyar Kupa- és a németországi Húsvét Kupa-hős csapat tagja volt, majd ugyan ebben az évben a magyar C. válogatott tagjaként pályára lépett az olasz C válogatott elleni győztes liga-mérkőzésen. Pályafutása az első osztályba való jutással teljesedhetett volna ki, ám előbb 1992-ben, majd a rákövetkező évben is hajszállal, de lemaradtak az NB I-be kerüléstől. A később nehézzé vált helyzetben is kitartott az egyesület mellett és az 1993/94-es NB II-ből való szerencsétlen kiesés alkalmával a csapat legjobbja volt. Két böjti év után 1995-ben újra a magasabb célokért játszhatott, amikor a csapat az NB III-ban bajnokesélyessé vált, majd a következő évben ki is teljesedett az előrelépés, miután a bajnoki cím és a sikeres osztályozót követően két osztálynyit ugrottak előre. Bár a sikeres 1996-1997-es évad mérkőzéseinek zömében játszott, a végső sikert csak külső szemlélőként érhette meg, tekintve fegyelmi okokból mellőzték a bajnokság hajrájában. A Komárom elleni rangadóra készülve, a csapat a teljes hétvégét amolyan összetartás céljából együtt töltötte, azonban két társával, Simon Lászlóval és Vanicsek Zoltánnal együtt megszegték a szigorúan előírt esti 10 órai takarodót, ezért az akkori vezetőedző, Honti József azonnali hatállyal mindhárom labdarúgó játékát felfüggesztette, majd a fegyelmi tárgyalást követően az elnökség a szezon végéig tartó eltiltással sújtott. A történtek miatt a hosszú, szép és tartalmas pályafutása kissé beárnyékolódott. Az NB I/B-be került csapat tagja maradt, de bejelentette a visszavonulási szándékát. Bajnoki mérkőzésen már nem is szerepelt és végül a Kispest Honvéd elleni Magyar Kupa-mérkőzésen került sor a hivatalos búcsúztatására 1997 nyarán, amely 2:2-es döntetlennel zárult.

### Edzőként
Az aktív labdarúgást követően is a klub tagja maradt és edzői minősítésben az utánpótlás neveléssel foglalkozott. A klubnál töltött hosszú és sikeres tevékenységét a Dorogi FC Örökös Tagja címmel ismerték el. 2011. nyarán a csak adminisztratív változásoknak köszönhetően NB III-ban maradt dorogi csapatnál, mint pályaedző Miskei Attila vezetőedző munkáját segíti, valamint a csapat gyúrója és masszőre is egyben.

## Sikerei, díjai

### Játékosként
- Bajnoki cím (NB III. - 1997)
- Bajnoki ezüstérmes (NB III. - 1988)
- Bajnoki bronzérmes (NB II. - 1992 és NB III. - 1986, 1987)
- Nemzetközi Pünkösd Kupa-győztes (1991)
- Nemzetközi Jubileumi kupa-győztes (1989)
- Kétszeres Magyar Kupa megyei kupa-győztes (1996, 1997)
- Szuper Kupa Nemzetközi Teremlabdarúgó Torna-győztes (1993)
- Egyszeres magyar C válogatott (1991)
- Háromszoros Fair Play-díj (1991, 1992, 1993)
- A Dorogi FC Örökös Tagja cím (2001)

### Edzőként
- Bajnoki ezüstérmes (NB III., 2012)
- Bajnoki cím (NB III., 2013)

## Vállalkozóként
Családi vállalkozásban nyitotta meg fitneszszalonját, amelynek létesítésére, illetve kialakítására a dorogi klubtól kapott engedély. A fitneszszalont ötletesen a fedett tribün-rendszerbe alakították ki, amelynek főbejárata az utcáról, a Zsigmondy lakótelep felől nyílt, ezen felül az öltözőkkel is összeköttetésbe hozták, így a sportolók közvetlenül át tudtak menni a szalonba. 1996-ban egy botrányos véget ért Dorog-Vasas Magyar Kupa-mérkőzést követően ezen a szalonon keresztül menekítették ki a játékvezetőket a feldühödött szurkolók elől.

## Család
Nős, felesége Bartalos Edina, a dorogi kézilabdacsapat egykori játékosa, apósa Dr. Bartalos József, egykori kiváló dorogi labdarúgó, sógora pedig a szintén neves labdarúgó, Füle Antal volt. Két gyermekük van, azonban idővel elváltak, majd mindketten immár más partnerrel új házasságot kötöttek.

## Érdekességek
- A csapat egyik mókamestere is volt. Emlékezetes alakításai közé tartozott a "Surda tánca", amelyet az idők során tökéletesített és a sikeres mérkőzések utáni összejövetelek alkalmán lepte meg játékostársait és a szurkolókat. A produkció során a csapat és a drukkerek énekelték kíséretként a "Surda dalát" ütemes tapssal kísérve. A produkció hatalmas siker volt és idővel szabályosan követelték tőle az előadást.
- A Dorogi Öregfiúk csapata tagjaként részt vett a nemzetközi Fritz Walter Emléktornán Németországban 2011-ben. A csapat vezetői között volt apósa, Bartalos József is a delegáció tagja volt. [halott link]